# Die neue Welle
Die neue Welle (Eigenschreibweise: die neue welle) ist ein privates Lokalradio mit Sitz in Karlsruhe. Das lizenzierte Sendegebiet umfasst die Stadt und den Landkreis Karlsruhe, den Landkreis Rastatt, die Städte Baden-Baden und Pforzheim sowie die Landkreise Freudenstadt, Calw und den Enzkreis.
Das Programm im Format Adult Contemporary richtet sich an Hörer von 29 bis 49 Jahren. Der Claim lautet: „Immer Deine Lieblingsmusik.“ Der Sender bietet regionalisierte Nachrichtensendungen für Karlsruhe, Rastatt/Baden-Baden, Pforzheim/Enzkreis, Freudenstadt/Horb sowie überregionale Nachrichten für Baden-Württemberg (DAB+).
Die Media-Analyse 2024 Audio II wies für die neue welle eine Stundennettoreichweite (werktags von 6 bis 18 Uhr) von 36.000 Hörern und eine Bekanntheit von 1.452.000 Menschen aus.

## Geschichte

### Welle Fidelitas
Die Welle Fidelitas startete am 18. Dezember 1987 und teilte sich seine Frequenz anfangs mit Radio Badenia. Nachdem die Landesanstalt für Kommunikation die Frequenz allein der Welle Fidelitas zusprach, klagte Radio Badenia erfolgreich Sendezeit ein. Gesendet wurde ein oldielastiges Musikprogramm.

### Die Welle
Nach einer Mediengesetzesreform wurde 1994 das im Timesharing sendende Programm Radio Badenia eingestellt und die auf den Frequenzen nunmehr verbliebene Welle Fidelitas in Die Welle umbenannt. Auch wurde das ursprünglich oldielastige Musikformat immer mehr dem Formatradio angepasst. Im März 2002 entzog die Landesanstalt für Kommunikation aus wirtschaftlichen Gründen der Welle die Sendelizenz und so musste der Sendebetrieb trotz vieler Proteste in der Nacht vom 31. Juli auf den 1. August 2002 eingestellt werden. Das letzte gespielte Lied war „The End“ von den Doors. Zuletzt lag der Marktanteil der Welle im Sendegebiet bei 1,5 Prozent.

### Hitradio RTL
Am 1. August 2002 startete der Sender unter dem Namen Hitradio RTL auf den Frequenzen von Die Welle, deren Lizenz nicht verlängert wurde.

### Hit 1
Nach dem Ausstieg der RTL-Gruppe im August 2003 wurde der Sender an ein Konsortium unter Burda Broadcast, Studio Gong und der Neuen Welle Baden verkauft und in Hit 1 Radio umbenannt. Ab 2004 nannte sich der Sender Hit 1 – das Reporter Radio. Das Programm hatte stark mit sinkenden Hörerzahlen zu kämpfen und so sank die Zahl der Hörer pro Stunde im Zeitraum von März bis Juli 2004 von 16.000 auf 7.000. Dies führte zur Entlassung des Geschäftsführers Christian Frietsch im Juli 2005. Erst im Sommer 2006 wurde mit Andrea-Alexa Kuszák eine endgültige Nachfolgerin für Frietsch gefunden.

### Die neue Welle
Am 1. Januar 2007 erfolgte mit Zustimmung der Rechteinhaber des Vorgängersenders die Namensänderung in Die neue Welle. Damit möchte der Sender den Bezug zur „alten Welle“, die von 1987 bis 2002 auf Sendung war, ausdrücken.

## Programm
Montag bis Freitag 05:00–20:00 Uhr, Samstag 08:00–18:00 Uhr, Sonntag 09:00–20:30 Uhr
Der Sender spielt die beliebtesten aktuellen Songs, sowie bekannte Hits der 2000er, 1990er und 1980er. Daneben bietet der Sender einige Webkanäle an, die sich verschiedenen Themen widmen, darunter 1980er, 1990er, Aktuelle Hits, Lounge und einen saisonalen Webstream, der je nach Jahreszeit Sommer- oder Weihnachtsmusik ausstrahlt.

## Logos

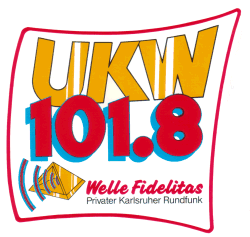
Logo Welle Fidelitas (bis 1994)
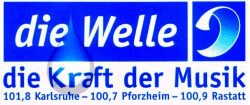
Logo Die Welle (1994–2002)
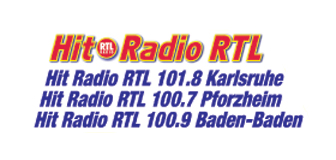
Logo Hitradio RTL (2002–2003)
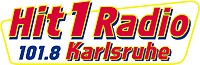
Logo Hit 1 Radio (2003–2004)
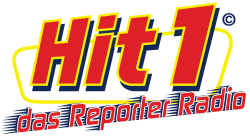
Logo Hit 1 (2004–2006)
Logo die neue welle (2007 - 2018)
Logo die neue welle (seit 2018)
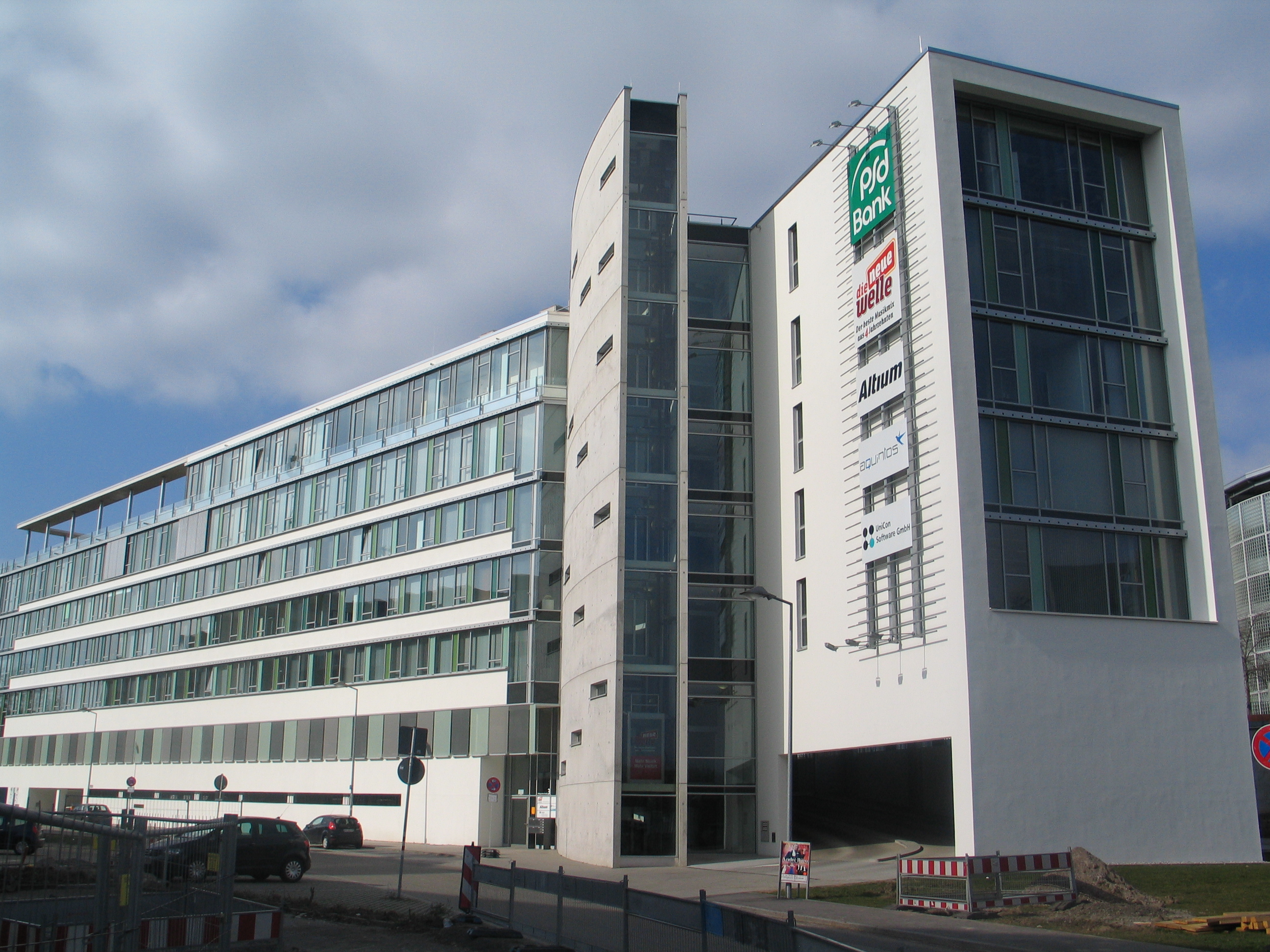
Sitz des Senders in Karlsruhe

## Empfang
Das Sendegebiet des Senders reicht von Offenburg im Südwesten über Stuttgart im Osten bis Mannheim im Norden und ist über Ultrakurzwelle zu empfangen sowie im Kabelnetz von Vodafone eingespeist. Des Weiteren wird im Internet ein Livestream angeboten. Seit dem 1. Dezember 2014 ist Die neue Welle in ganz Baden-Württemberg und Teilen der angrenzenden Pfalz auch über DAB+ auf dem Kanal 11B zu empfangen.
UKW-Frequenzen
| Frequenz (MHz) | Sender               | Sendegebiet                                                                              | Regionalisierung      | Sendeleistung (kW) |
| 91.4           | Wartberg             | Pforzheim, Enzkreis                                                                      | Pforzheim / Calw      | 0,5                |
| 91,4           | Lützenhardt          | Freudenstadt, Horb                                                                       | Freudenstadt / Horb   | 3                  |
| 100.9          | Baden-Baden (Merkur) | Baden-Baden, Landkreis Rastatt, Raum Strasbourg                                          | Baden-Baden / Rastatt | 0,8                |
| 101.8          | Grünwettersbach      | Stadt und Landkreis Karlsruhe, Landau, nördlicher Landkreis Rastatt, Südliche Weinstraße | Karlsruhe / Südpfalz  | 25                 |
| 102.6          | Enztal               | Bad Wildbad, Calmbach                                                                    | Pforzheim / Calw      | 0,1                |
| 102.7          | Nagold               | Nagold                                                                                   | Pforzheim / Calw      | 0,1                |
| 103.0          | Calw                 | Calw                                                                                     | Pforzheim / Calw      | 0,3                |
| 103,0          | Wildberg             | Wildberg                                                                                 | Pforzheim / Calw      | 0,01               |
| 107,3          | Bruchsal             | Bruchsal                                                                                 | Karlsruhe / Südpfalz  | 0,1                |
| 107,9          | Bretten              | Bretten                                                                                  | Karlsruhe / Südpfalz  | 0,1                |

## Mitarbeiter
Bei der neuen welle in Karlsruhe arbeiten rund 35 Mitarbeiter.
| Name         | Sendung                   |
| ------------ | ------------------------- |
| Vanja Borko  | die neue welle Morgenshow |
| Franzi Vogel | die neue welle Morgenshow |
| Karsten Penz | die neue welle Morgenshow |
| Charly Thorn | Der Mehr Musik Arbeitstag |
| Jan Zipperer | Der Mehr Musik Nachmittag |

| Name             |
| ---------------- |
| Svenja Sommer    |
| Tom Keymer       |
| Marco Schenk     |
| Dominik Kunzmann |